# TTT-diagram

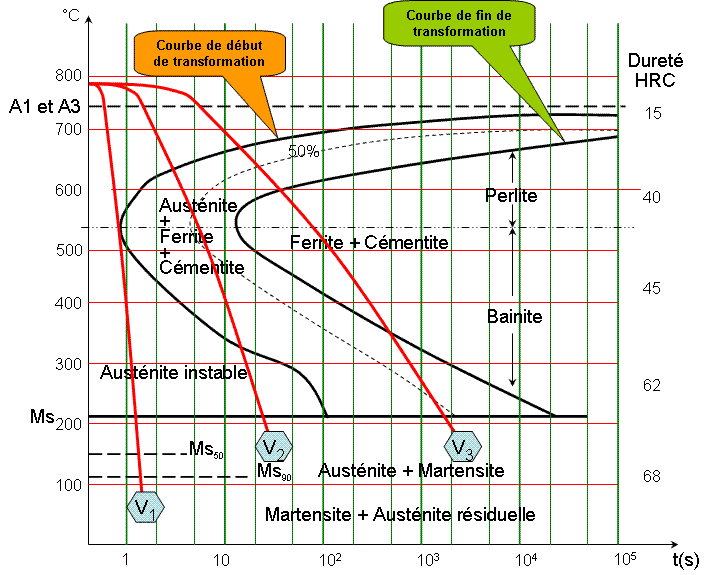
Voorbeeld van een TTT-diagram van staal met verschillende afkoelcurves ingetekend.

Een TTT-diagram beschrijft in een diagram in tijd, temperatuur en de fase (transitie) van een stof. Het bekendste voorbeeld is staal, maar ook van andere stoffen, zoals uranium of zirkonium, kan een TTT-diagram worden opgesteld.
Meestal bestaat een TTT-diagram uit verschillende curven, waarbij elke curve staat voor een bepaalde hoeveelheid (al dan niet gewenste) onzuiverheden in de stof.

## Staal
Een TTT-diagram wordt ook wel een afkoelkromme genoemd, als in het diagram wordt aangegeven hoe de structuur van de stof wijzigt bij afkoeling bij variabele tijd en temperatuur. Afkoelkromme van staal kan verschillende faseovergangen tonen. Bijvoorbeeld, bij het afkoelen van austeniet met 0,02% tot 1,7 % koolstof tot (ver) onder 727 °C ontstaat bij snelle afkoeling martensiet (in de orde van ca. 200-400 graden per seconde). Bij trage afkoeling ontstaat perliet (een samenstelling bestaande uit ferriet en cementiet) boven 600 °C en bainiet met legeringselementen onder 400 °C.

De mechanische eigenschappen van staal en gietijzer worden in grote mate bepaald door de hoeveelheid cementiet in het perliet en de structuur van het perliet.

TTT-diagram van een isotherme afschrikking in verwarmd staal met ter vergelijking het eerste deel van de fasediagram van staal
TTT-diagram voor twee stalen: één met 0,4% wt. C (rode lijn) en één met 0,4% wt. C en 2% wt. Mn (groene lijn). P = perliet, B = bainiet en M = martensiet.